# كبير مسؤولي العلامة التجارية
كبير مسؤولي العلامة التجارية (بالإنجليزية: Chief brand officer)‏ (CBO) هو منصب تنفيذي جديد نسبيًا في مؤسسة أو شركة أو منظمة أو وكالة، والتي تقدم تقاريرها عادةً إلى الرئيس التنفيذي أو مجلس الإدارة وتكون مسؤولة عن صورة العلامة التجارية وخبرتها ووعدها. يشرف مسؤول العلامة التجارية على التسويق والإعلان والتصميم والعلاقات العامة وخدمة العملاء.